# Canton de Pau-Sud
Le canton de Pau-Sud est un ancien canton français situé dans le département des Pyrénées-Atlantiques et la région Aquitaine.

## Composition
Le canton regroupait 5 communes :
- Aressy
- Assat
- Bizanos
- Meillon
- Pau (partie).

## Histoire
| Période                                          | Identité        | Parti          | Qualité |
| ------------------------------------------------ | --------------- | -------------- | --- |
| 1973-1982                                        | Yves Urieta     | PS             | Directeur d'organisme ASSEDIC Conseiller municipal de Pau (1971-1989)                                                                                                  |
| 1982-2008                                        | François Bayrou | UDF puis MoDem | Professeur Député (1988-1993, 1997-1999, 2002-2012) Président du Conseil Général (1992-2001) Ministre de l'éducation nationale (1993-1997) député européen (1999-2002) |
| 2008-2015                                        | André Arribes   | MoDem          | Agriculteur retraité Maire de Bizanos (2001-2020) Elu en 2015 dans le Canton de Pau-3                                                                                  |
| Canton créé en 1973 (décret du 13 juillet 1973). |                 |                | |

## Démographie
| 1982 | 1990   | 1999   | 2006   | 2011   | 2012   |
| ---- | ------ | ------ | ------ | ------ | ------ |
| -    | 17 486 | 17 358 | 17 842 | 17 738 | 17 846 |